# Spencer Clark (Musiker)
Spencer Clark (* um 15. März 1908; † 27. Mai 1998) war ein US-amerikanischer Jazzmusiker (Basssaxophon, auch Klarinette, Kontrabass, Kornett, Altsaxophon, Gitarre, Piano, Trompete, Xylophon) des Chicago-Jazz und der Swingära.

## Leben und Wirken
Clark spielte  ab Mitte der 1920er-Jahre Basssaxophon bei den California Ramblers und weiteren Studioformationen um Tommy Dorsey und Adrian Rollini, wie den University Six, The Vagabonds oder den Goofus Five. In dieser Zeit entstanden auch Aufnahmen mit Jack Pettis und Ted Wallace. Ab 1929/30 arbeitete er in Berlin bei Lud Gluskin, in Paris bei Ray Ventura und nach seiner Rückkehr in die Vereinigten Staaten ab 1931 bei Bert Lown, anschließend bei Vic Berton (1935) und Dick Stabile (1938).
In den folgenden Jahren war nur noch nebenberuflich als Musiker aktiv. Nach Kriegsende spielte er in Chicago mit Squirrel Ashcraft und trat dann in den 1970er-Jahren u. a. mit Dill Jones, Ernie Carson, Smokey Stover, Doc Evans, Tom Saunders, Billy Butterfield und Max Kaminsky auf dem Manassas Jazz Festival auf. Dort gastierte er 1973 mit der All-Star-Formation Master Of The Bass Saxophone, in der Clarke an der Seite von Johnny Wiggs, Bill Rank (tb), Herb Hall (cl), Claude Hopkins (p), Butch Hall (git) Red Balaban (el-b) und Cliff Leeman (dr). 1978 war er auf dem Manassas Festival als Mitglied der Revivalband The Sons of Bix.
1974 wirkte Clarke bei Joe Venutis Album Blue Four mit; 1978 spielte er ein erstes Album unter eigenem Namen ein, Spencer Clark and His Bass Sax Play "Sweet & Hot" (Audiophile), an dem John Everett Morris (Piano), John Adams (Gitarre), Paul Burgess (Bass) und Mike Bodolosky (Schlagzeug) mitwirkten.  In frühen 1980ern arbeitete er noch mit Bob Haggart (Makes a Sentimental Journey); 1983 gastierte er auf Festivals in den Niederlanden. Letzte Aufnahmen entstanden 1986 mit Bob Haggart und Tom Pletcher in Atlanta. Im Bereich des Jazz war er zwischen 1926 und 1986 an 135 Aufnahmesessions beteiligt.